# Exaesiopus henoni
Exaesiopus henoni är en skalbaggsart som först beskrevs av Schmidt 1896.  Exaesiopus henoni ingår i släktet Exaesiopus och familjen stumpbaggar. Inga underarter finns listade i Catalogue of Life.